# صعود ورزشی

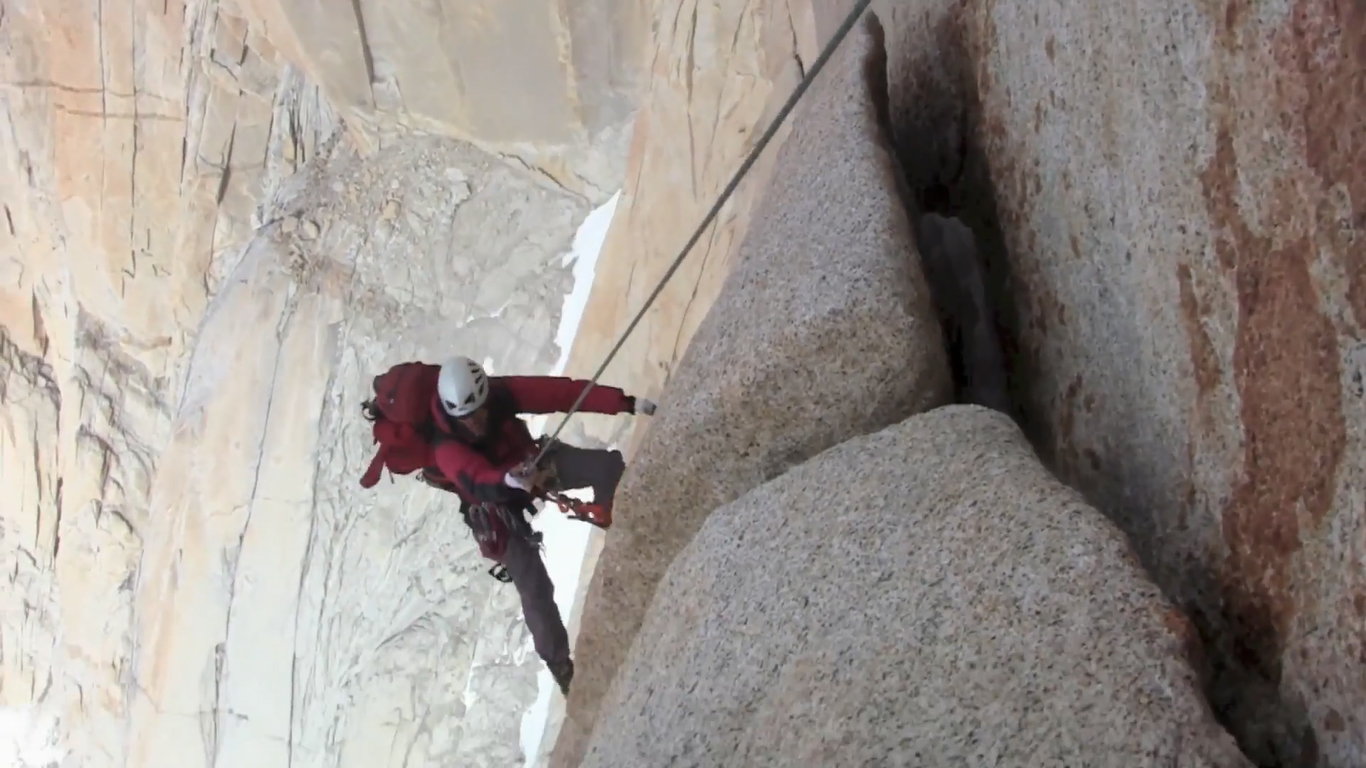
یک صعود کننده روی کوه فیتز روی، آرژانتین.

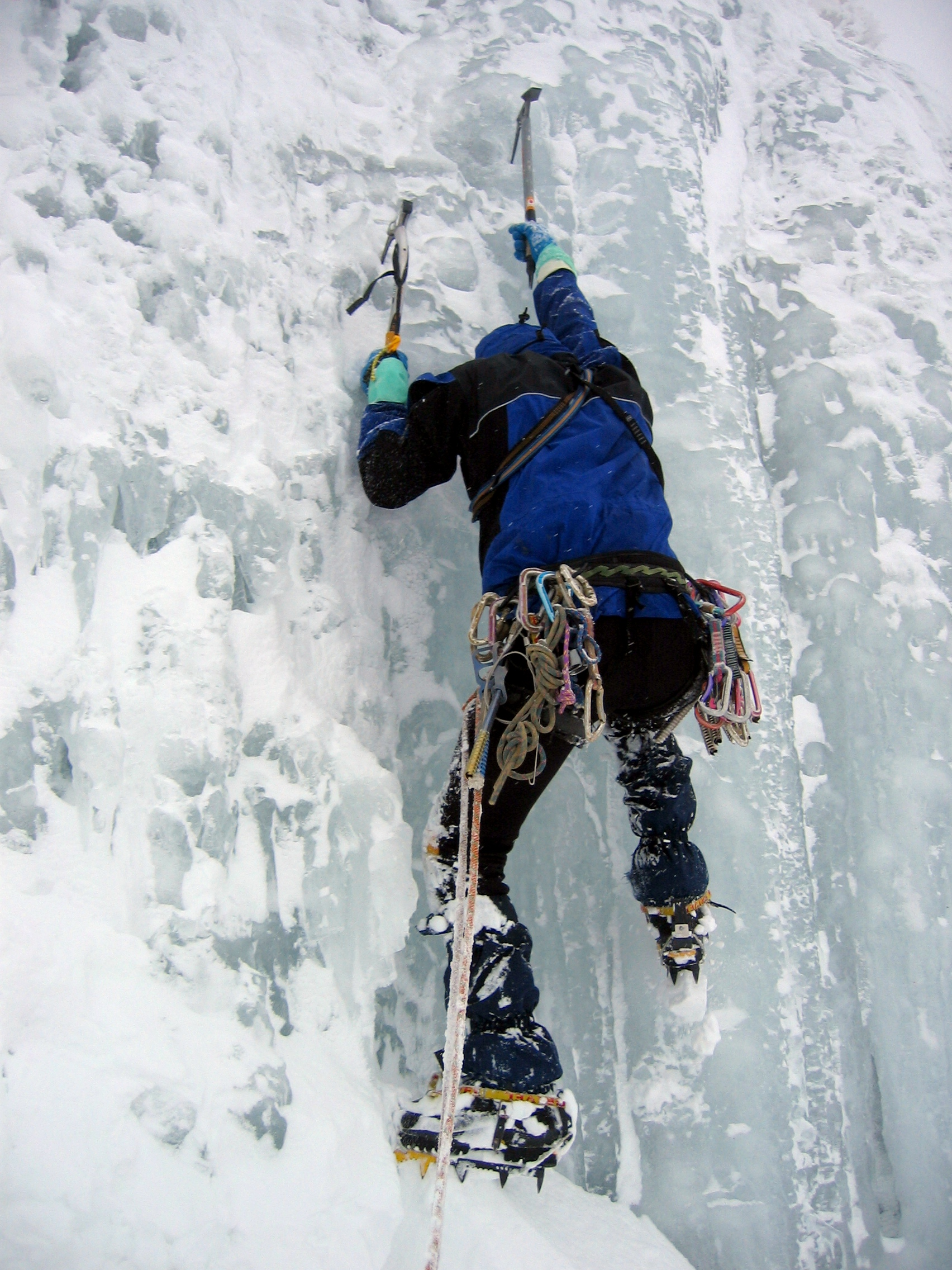
یک یخ‌نورد در حال استفاده از تبر یخ و کرامپون.

صعود ورزشی به فعالیتی گفته می‌شود که در آن برای صعود بر یک سطح شیب دار از دست‌ها، پاها و سایر اعضاء بدن استفاده می‌شود. این کار به منظور تفریح، مسابقه، عملیات‌های نجات و نظامی ممکن است انجام شود. همچنین می‌تواند داخل طبیعت یا سالن باشد.

## انواع
- بولدرینگ
- یخنوردی
- صعودهای سالنی
- کوهنوردی
- صخره‌نوردی
- صعود کُرده‌ای
- آزاد انفرادی